# Théorème de Banach-Steinhaus
Pour les articles homonymes, voir Théorèmes de Banach et Théorème de Steinhaus.
Le théorème de Banach-Steinhaus fait partie, au même titre que le théorème de Hahn-Banach  et le théorème de Banach-Schauder, des résultats fondamentaux de l'analyse fonctionnelle. Publié initialement par Stefan Banach et Hugo Steinhaus en 1927, il a aussi été prouvé indépendamment par Hans Hahn, et a connu depuis de nombreuses généralisations.  
La formulation originelle de ce théorème est la suivante :
Théorème — Soient E et F deux espaces vectoriels normés. Pour qu'une famille d'applications linéaires continues de E dans F soit uniformément bornée sur la boule unité de E, il suffit qu'elle soit simplement bornée sur une partie non maigre de E.
Lorsque E est un espace de Banach (donc de Baire), il suffit donc que la famille soit simplement bornée sur une partie comaigre, comme E lui-même.

## Démonstration
Soit {\displaystyle (f_{i})_{i\in I}} une famille d'applications linéaires continues de E dans F.
Considérons, pour chaque entier naturel n, l'ensemble des vecteurs x de E tels que pour tout indice i, |fi(x)| ≤ n :
{\displaystyle A_{n}:=\bigcap _{i\in I}\{x\in E\mid \|f_{i}(x)\|\leq n\}.}
C'est une intersection de fermés, donc un fermé. L'ensemble sur lequel la famille {\displaystyle (f_{i})_{i\in I}} est simplement bornée est la réunion de ces An. Si cette réunion est non maigre alors l'un des An n'est pas d'intérieur vide : il existe un entier naturel n0 tel que {\displaystyle A_{n_{0}}} contienne une boule fermée de rayon r > 0. Notons a son centre.
Pour tout vecteur unitaire x de E,
{\displaystyle \forall i\in I,\|f_{i}(x)\|={\frac {1}{r}}\|f_{i}(rx)\|\leq {\frac {1}{r}}\|f_{i}(a)\|+{\frac {1}{r}}\|f_{i}(a+rx)\|\leq {\frac {n_{0}}{r}}+{\frac {n_{0}}{r}}.}
Par conséquent, {\displaystyle (f_{i})_{i\in I}} est uniformément bornée sur la boule unité :
{\displaystyle \sup _{i\in I}\Vert f_{i}\Vert \leq {\frac {2n_{0}}{r}}<+\infty ,}
où {\displaystyle \|f_{i}\|} est la norme d'opérateur de {\displaystyle f_{i}}.

## Exemples d'applications

### Application aux sommes de Riemann
Soit E l'espace des fonctions continues sur [0, 1] à valeurs réelles, muni de la norme {\displaystyle \|f\|_{\infty }=\sup _{t\in [0,1]}|f(t)|}, de sorte que E est bien un espace de Banach, et F = ℝ. Pour chaque entier naturel n, soit un l'opérateur défini par :
Pour toute fonction f, {\displaystyle {u_{n}(f) \over n}} n'est autre que l'erreur commise dans le calcul de l'intégrale de f lorsque l'on prend une somme de Riemann correspondant à une subdivision régulière de [0, 1] en n intervalles égaux. Cette erreur est un {\displaystyle O({\tfrac {1}{n}})} pour les fonctions de classe C1 ou lipschitziennes, mais il n'en est pas de même pour les fonctions continues en général. En effet, on montre que {\displaystyle \|u_{n}\|=2n}, de sorte que {\displaystyle \sup _{n\in \mathbb {N} }\|u_{n}\|=+\infty } et donc que le complémentaire de A est dense. Une fonction f appartenant à ce complémentaire vérifie donc {\displaystyle \sup _{n\in \mathbb {N} }\|u_{n}(f)\|=+\infty }, ce qui signifie que l'ensemble {\displaystyle u_{n}(f)} n'est pas borné et donc que l'erreur commise {\displaystyle {u_{n}(f) \over n}} n'est pas un {\displaystyle O({\tfrac {1}{n}})}.
Le théorème de Banach-Steinhaus donne une preuve de l'existence d'objets vérifiant telle ou telle propriété, mais cette preuve n'est pas constructive.

### Application aux séries de Fourier
Si f est une fonction (disons continue) de période 2π, on note {\displaystyle S_{n}(f)} la n-ième somme partielle de sa série de Fourier.
Fixons x. Pour chaque entier n, on note {\displaystyle \mathrm {L} _{n}} (n-ième constante de Lebesgue) la norme de l'application {\displaystyle f\mapsto S_{n}(f)(x)}, vue comme forme linéaire sur l'espace des fonctions continues de période 2π muni de la norme sup.
On a {\displaystyle \lim _{n\to \infty }\mathrm {L} _{n}=+\infty }.
D'après le théorème de Banach-Steinhaus, il existe donc une fonction f telle que {\displaystyle \sup _{n\in \mathbb {N} }|S_{n}(f)(x)|=+\infty .} La série de Fourier d'une telle fonction diverge en x.
Si l'on utilise la version forte du théorème de Banach-Steinhaus, on voit même que dans l'espace des fonctions continues 2π-périodiques muni de la topologie de la convergence uniforme, l'ensemble des fonctions dont la série de Fourier diverge en x est comaigre donc dense.
Cet argument est d'autant plus remarquable qu'il n'est pas très facile de trouver des exemples explicites.

### Continuité des applications multilinéaires
Si E, F et G sont trois espaces vectoriels normés et si E ou F est complet, pour qu'une application bilinéaire de E×F dans G soit continue, il suffit qu'elle le soit séparément par rapport à chaque variable.

## Généralisations
Sous sa forme la plus générale (d'où les hypothèses inutiles de convexité locale ont été éliminées), le théorème de Banach-Steinhaus s'énonce comme suit :
Théorème — 
Soit K le corps des réels ou des complexes et {\displaystyle E} un espace vectoriel topologique sur K. Les conditions suivantes sont équivalentes : 
(a) {\displaystyle E} est tonnelé ;
(b) toute partie simplement bornée {\displaystyle H} de l'ensemble {\displaystyle {\mathcal {L}}(E,F)} des applications linéaires continues de {\displaystyle E} dans un espace vectoriel topologique arbitraire {\displaystyle F} sur K est équicontinue ;
(c) toute partie simplement bornée {\displaystyle H} de l'ensemble {\displaystyle {\mathcal {L}}(E,F)} des applications linéaires continues de {\displaystyle E} dans un espace de Fréchet arbitraire {\displaystyle F} sur K est équicontinue.
Démontrons que (a) implique (b) dans le cas localement convexe (ce qui est la « forme classique » du théorème de Banach-Steinhaus). Soit donc E et F des espaces localement convexes et p une semi-norme continue sur F. Posons {\displaystyle q=\sup \limits _{u\in H}\left(p\circ u\right)}. Puisque H est simplement bornée, on a {\displaystyle q(x)<+\infty } pour tout {\displaystyle x\in E} ; il est clair que q est une semi-norme sur E, semi-continue inférieurement. Comme E est tonnelé, q est une semi-norme continue, donc H est équicontinue.
La démonstration ci-dessus est fondée, en dernière analyse, sur le théorème de Hahn-Banach et non sur la propriété de Baire. Il existe des espaces tonnelés importants (notamment des limites inductives strictes d'espaces de Fréchet) qui ne sont pas des espaces de Baire, et on  peut tout de même utiliser le théorème de Banach-Steinhaus sur ces espaces.
Pour tirer les conséquences pratiques du théorème ci-dessus, le lemme suivant est nécessaire :
Lemme — Soit E et F deux espaces localement convexes, F étant séparé, et H une partie équicontinue de {\displaystyle {\mathcal {L}}(E,F)}. 
(1) Dans H, les structures uniformes suivantes coïncident :
(a) celle de la convergence simple ;
(b) celle de la convergence uniforme dans les parties précompactes de E.
(2) Si un filtre {\displaystyle \Phi } sur H converge simplement vers une application {\displaystyle u_{0}} de E dans F, alors {\displaystyle u_{0}\in {\mathcal {L}}(E,F)} et {\displaystyle \Phi } converge uniformément vers {\displaystyle u_{0}} dans toute partie précompacte de E.
(3) Supposons l'ensemble {\displaystyle F^{E}} des applications de E dans F muni de la topologie de la convergence simple. Alors l'adhérence {\displaystyle {\bar {H}}} de H dans {\displaystyle F^{E}} est contenue dans {\displaystyle {\mathcal {L}}(E,F)} et est équicontinue.
(1) et (2) sont des propriétés générales des ensembles uniformément équicontinus d'applications, et (3) en est une conséquence, en utilisant le « principe de prolongement des identités ».
Corollaire(Théorème de Banach-Steinhaus) — Soit {\displaystyle E} un espace localement convexe tonnelé sur K ou le dual d'un espace de Fréchet, et {\displaystyle F} un espace localement convexe séparé sur K. 
(a) Soit {\displaystyle (u_{n})} une suite d'éléments de {\displaystyle {\mathcal {L}}(E,F)}, convergeant simplement vers une application {\displaystyle u} de {\displaystyle E} dans {\displaystyle F}. Alors on a {\displaystyle u\in {\mathcal {L}}(E,F)}, et  {\displaystyle \left(u_{n}\right)} converge uniformément vers {\displaystyle u} sur toute partie précompacte de {\displaystyle E}.
(b) Sous les hypothèses considérées, soit plus généralement {\displaystyle Z} un espace métrisable, {\displaystyle A} une partie de {\displaystyle Z}, {\displaystyle z\mapsto u_{z}} une application de {\displaystyle A} dans {\displaystyle {\mathcal {L}}(E,F)} et {\displaystyle z_{0}} un point adhérent à {\displaystyle A} dans {\displaystyle Z}. Si pour tout {\displaystyle x\in E}, {\displaystyle \lim \limits _{z\rightarrow z_{0},z\in A}u_{z}\left(x\right)=v\left(x\right)} existe, alors {\displaystyle u\in {\mathcal {L}}(E,F)}.
(c) Si E est tonnelé, soit {\displaystyle \Phi } un filtre sur {\displaystyle {\mathcal {L}}(E,F)}, contenant une partie simplement bornée ou à base dénombrable, et convergeant simplement vers une application u de E dans F. Alors {\displaystyle u\in {\mathcal {L}}(E,F)} et {\displaystyle \Phi } converge uniformément vers u dans toute partie précompacte de E.
Le principe de condensation des singularités s'énonce comme suit, :
Théorème — 
Soit {\displaystyle E} et {\displaystyle F} deux espaces vectoriels topologiques tels que {\displaystyle E} est un espace de Baire. Si une partie {\displaystyle H} de {\displaystyle {\mathcal {L}}(E,F)} n'est pas équicontinue, l'ensemble des {\displaystyle x\in E} tels que {\displaystyle H(x)} n'est pas bornée dans {\displaystyle F} est comaigre. En conséquence, si {\displaystyle (H_{n})} est une suite de parties de {\displaystyle {\mathcal {L}}(E,F)} dont aucune n'est simplement bornée, l'ensemble des {\displaystyle x\in E} tels que {\displaystyle H_{n}\left(x\right)} est non borné dans {\displaystyle F} pour tout entier n est non maigre.

### Application aux espaces de Montel
Un espace de Montel est tonnelé, et dans un tel espace, les parties fermées bornées et les parties compactes coïncident. Le théorème de Banach-Steinhaus, sous sa forme générale, a donc la conséquence suivante :
Théorème —  Soit {\displaystyle E^{\prime }} le dual d'un espace de Montel E.
(a) Dans {\displaystyle E^{\prime }}, toute suite faiblement convergente est fortement convergente.
(b) Plus généralement, soit {\displaystyle Z} un espace métrisable, {\displaystyle A} une partie de {\displaystyle Z}, {\displaystyle z\mapsto u_{z}} une application de {\displaystyle A} dans {\displaystyle E^{\prime }} et {\displaystyle z_{0}} un point adhérent à {\displaystyle A} dans {\displaystyle Z}. Si pour tout {\displaystyle x\in E}, {\displaystyle \lim \limits _{z\rightarrow z_{0},z\in A}<u_{z},x>=v(x)} existe, alors {\displaystyle v\in E^{\prime }} et {\displaystyle \lim \limits _{z\rightarrow z_{0},z\in A}u_{z}=v} dans {\displaystyle E^{\prime }} fort.
En particulier, soit {\displaystyle {\mathcal {E}}^{\prime }(\Omega )} (resp. {\displaystyle {\mathcal {D}}^{\prime }(\Omega )}) l'espace des distributions à support compact (resp. l'espace des distributions) sur une variété différentiable paracompacte de dimension finie {\displaystyle \Omega } (par exemple un ouvert de {\displaystyle \mathbb {R} ^{n}}) ; puisque l'espace {\displaystyle {\mathcal {E}}(\Omega )} (resp. {\displaystyle {\mathcal {D}}(\Omega )}) des fonctions indéfiniment différentiables (resp. des fonctions indéfiniment différentiables à support compact) sur {\displaystyle \Omega } est un espace de Montel (mais non de Baire !), les suites faiblement convergentes et les suites fortement convergentes dans {\displaystyle {\mathcal {E}}^{\prime }(\Omega )} (resp. {\displaystyle {\mathcal {D}}^{\prime }(\Omega )}) coïncident, ce qui simplifie beaucoup l'étude de la convergence des suites de distributions (la topologie forte des distributions étant une limite projective d'espaces (DF) compliquée). En effet, pour vérifier qu'une suite de distributions {\displaystyle (T_{i})} (dans {\displaystyle {\mathcal {E}}^{\prime }(\Omega )} ou dans {\displaystyle {\mathcal {D}}^{\prime }(\Omega )}) tend vers une limite T, il suffit de vérifier que pour toute fonction test {\displaystyle \phi }, la suite de nombres complexes {\displaystyle (\langle T_{i},\phi \rangle )} tend vers {\displaystyle \langle T,\phi \rangle }. Il n'est pas nécessaire, alors, de préciser au sens de quelle topologie {\displaystyle (T_{i})} tend vers T.
La même conclusion vaut pour l'espace {\displaystyle {\mathcal {S}}^{\prime }(\mathbb {R} ^{n})} des distributions tempérées sur {\displaystyle \mathbb {R} ^{n}}. En effet, l'espace de Schwartz {\displaystyle {\mathcal {S}}(\mathbb {R} ^{n})} des fonctions déclinantes est un espace de Montel.

#### Exemples: convergence de suites de distributions

##### Convergence vers la distribution de Dirac
Soit {\displaystyle T_{i}}, où i est un entier {\displaystyle \geq 1}, une fonction positive définie sur la droite réelle, dont le support est inclus dans l'intervalle {\displaystyle \left[0,1/i\right]} et dont l'intégrale entre –∞ et +∞ est égale à 1. Ce peut être par exemple la fonction définie par {\displaystyle T_{i}(x)=i} pour {\displaystyle 0\leq x\leq 1/i} et {\displaystyle T_{i}(x)=0} ailleurs ; mais {\displaystyle T_{i}} peut être également une fonction continue, ou même indéfiniment dérivable. Soit {\displaystyle \phi \in {\mathcal {E}}(\mathbb {R} )}. On a
{\displaystyle \left\langle T_{i},\phi \right\rangle =\int _{0}^{1/i}i\phi \left(t\right)dt=\phi \left(c_{i}\right)}
où {\displaystyle c_{i}\in [0,1/i]}, d'après la première formule de la moyenne. Par conséquent, {\displaystyle (<T_{i},\phi >)\rightarrow \phi (0)=<\delta ,\phi >} où {\displaystyle \delta } est la distribution de Dirac. En conséquence, {\displaystyle (T_{i})\rightarrow \delta } dans {\displaystyle {\mathcal {E}}^{\prime }(\mathbb {R} )} (cette convergence a également lieu dans {\displaystyle {\mathcal {D}}^{\prime }(\mathbb {R} )} et dans {\displaystyle {\mathcal {S}}^{\prime }(\mathbb {R} )}). C'est la raison pour laquelle on dit parfois, par abus de langage, que « la fonction de Dirac est la fonction qui vaut 0 en dehors de l'origine, qui vaut +∞ en ce point, et dont l'intégrale sur la droite réelle vaut 1 ».

##### Régularisation d'un signal par un filtre passe-bas
Considérons un filtre passe-bas de fonction de transfert {\displaystyle G_{\tau }\left(p\right)={\frac {1}{1+\tau p}}}, où p désigne la variable de Laplace. Lorsque la constante de temps {\displaystyle \tau } tend vers {\displaystyle 0^{+}}, {\displaystyle G_{\tau }\left(p\right)} tend vers 1. On peut donc penser que pour {\displaystyle \tau >0}, le filtre considéré a un effet régularisant, et que lorsque {\displaystyle \tau } diminue cet effet régularisant devient de moins en moins marqué jusqu'à disparaître par passage à la limite. C'est ce que montre le théorème de Banach-Steinhaus, en utilisant le fait que le produit de convolution est continu de {\displaystyle {\mathcal {D}}_{+}^{\prime }\left(\mathbb {R} \right)\times {\mathcal {D}}_{+}^{\prime }\left(\mathbb {R} \right)} dans {\displaystyle {\mathcal {D}}_{+}^{\prime }\left(\mathbb {R} \right)} (où {\displaystyle {\mathcal {D}}_{+}^{\prime }\left(\mathbb {R} \right)} est le sous-espace de {\displaystyle {\mathcal {D}}^{\prime }(\mathbb {R} )} dont les éléments sont les distributions à support positif). En effet, la réponse impulsionnelle du filtre (à savoir la transformée de Laplace inverse de {\displaystyle G_{\tau }\left(s\right)}) est {\displaystyle g_{\tau }\left(t\right)=\left(1/\tau \right)\mathrm {e} ^{-t/\tau }\Upsilon \left(t\right)}, où {\displaystyle \Upsilon } est la fonction de Heaviside. Soit {\displaystyle \phi \in {\mathcal {D}}\left(\mathbb {R} \right)}. On a
{\displaystyle \left\langle g_{\tau },\phi \right\rangle (t)={\frac {1}{\tau }}\int _{0}^{+\infty }\mathrm {e} ^{-{\frac {t}{\tau }}}\phi (t)dt=\int _{0}^{+\infty }\mathrm {e} ^{-x}\phi (\tau x)\mathrm {d} x.}
Puisque {\displaystyle \phi } est continue et à support compact, elle est bornée, et le théorème de convergence dominée montre que
{\displaystyle \lim \limits _{\tau \rightarrow 0^{+}}\left\langle g_{\tau },\phi \right\rangle =\phi \left(0\right)=\left\langle \delta ,\phi \right\rangle }
d'où on déduit que {\displaystyle g_{\tau }\rightarrow \delta } dans {\displaystyle {\mathcal {D}}_{+}^{\prime }\left(\mathbb {R} \right)} quand {\displaystyle \tau \rightarrow 0^{+}}. Supposons que l'entrée du filtre soit une fonction u localement intégrable, discontinue et à support positif. Alors la sortie du filtre est la convolée {\displaystyle y_{\tau }=g_{\tau }\star u}. Cette fonction {\displaystyle y_{\tau }} est continue et, d'après ce qui précède, converge vers u dans {\displaystyle {\mathcal {D}}_{+}^{\prime }(\mathbb {R} )} quand {\displaystyle \tau \rightarrow 0^{+}}.

##### Peigne de Dirac
Soit
{\displaystyle \Delta _{n,m}=\sum \limits _{j=-n}^{m}\delta _{(j)}}
où {\displaystyle \delta _{(j)}} est la distribution de Dirac au point j, et {\displaystyle \phi \in {\mathcal {S}}(\mathbb {R} )}. On a
{\displaystyle \left\langle \Delta _{n,m},\phi \right\rangle =\sum \limits _{j=-n}^{m}\phi (j).}
Or {\displaystyle \phi \left(j\right)=O\left(1/j^{2}\right)}, par conséquent (d'après le résultat classique sur les séries de Riemann), {\displaystyle \lim \limits _{n,m\rightarrow +\infty }\left\langle \Delta _{n,m},\phi \right\rangle } existe pour toute fonction test {\displaystyle \phi \in {\mathcal {S}}(\mathbb {R} )}. Il s'ensuit que la suite double {\displaystyle (\Delta _{n,m})} converge dans l'espace des distributions tempérées {\displaystyle {\mathcal {S}}^{\prime }(\mathbb {R} )} (muni de sa topologie forte). La limite est le peigne de Dirac (qui est donc une distribution tempérée)
{\displaystyle \Delta =\sum _{j=-\infty }^{\infty }\delta _{(j)}.}

#### Exemple: convergence d'une suite d'hyperfonctions
Soit
{\displaystyle \Gamma _{N}=\sum _{n=0}^{N}a_{n}\delta ^{\left(n\right)}}
et soit {\displaystyle \phi \in {\mathcal {O}}(\left\{0\right\})} où {\displaystyle {\mathcal {O}}(\left\{0\right\})} désigne l'espace des germes de fonctions analytiques dans un voisinage de 0 dans {\displaystyle \mathbb {R} } ; il s'agit d'un espace (DFS), qui est donc un espace de Montel, et son dual est l'espace {\displaystyle {\mathcal {B}}(\left\{0\right\})} des hyperfonctions ayant pour support {\displaystyle \{0\}}. On a
{\displaystyle \langle \Gamma _{N},\phi \rangle =\sum _{n=0}^{N}(-1)^{n}a_{n}\phi ^{(n)}(0).}
Le développement de Taylor de {\displaystyle \phi } au voisinage de 0 s'écrit
{\displaystyle \phi (t)=\sum _{n=0}^{\infty }{\frac {\phi ^{\left(n\right)}\left(0\right)}{n!}}t^{n}}
et par conséquent cette série entière doit être convergente avec un rayon r suffisamment petit. La suite de nombres complexes {\displaystyle \langle \Gamma _{N},\phi \rangle } est alors convergente si, et seulement si pour n suffisamment grand, {\displaystyle \left\vert a_{n}\right\vert <r^{n}/n!}. Cette condition est satisfaite pour r aussi petit que l'on veut si, et seulement si
{\displaystyle \lim \sup {\sqrt[{n}]{n!\left\vert a_{n}\right\vert }}=0}
qui est donc, d'après le théorème de Banach-Steinhaus, la condition nécessaire et suffisante pour que la suite
{\displaystyle (\Gamma _{N})} converge dans {\displaystyle {\mathcal {B}}(\{0\})}. On peut donc écrire
{\displaystyle {\mathcal {B}}\left(\left\{0\right\}\right)=\left\{\sum _{n=0}^{\infty }a_{n}\delta ^{n}:a_{n}\in \mathbb {C} ,\lim \sup {\sqrt[{n}]{n!\left\vert a_{n}\right\vert }}=0\right\}.}